# Titánbuzogány
A titánbuzogány (Amorphophallus titanum) a kontyvirágfélék (Araceae) családjába tartozó növényfaj, melyet egyszerűen óriáskontyvirágnak is hívnak. Odoardo Beccari olasz botanikus fedezte fel 1878-ban Szumátrán.

## Elnevezése
A latin név a görög amorphosz (formátlan), phallosz (pénisz) és titan (óriás) szavakból származik.

## Elterjedése
Eredeti élőhelye Szumátra nyugati része, de mára a trópusokon többfelé ültetik.

## Megjelenése, felépítése
A föld alatti gumó tömege gyakran 50–75 kilogramm.
A buroklevéllel körülvett torzsavirágzat magassága több mint két méter. A legnagyobb méretű – 2,94 méter magas – virágzatot 2005-ben a stuttgarti Wilhelma botanikus kertben mérték. A legnagyobb feljegyzett gumó a Királyi Botanikus Kertekhez tartozó Walesi hercegné-házban volt; pihenő állapotban 91 kilogrammot nyomott.

## Életmódja, termőhelye
A virág erős bűzt, dögszagot áraszt, amivel egyrészt elriaszt sok kártevőt és embert, másrészt magához vonzza a virágot beporzó legyeket. Szumátrán a föld alatti gumóját élelmiszerként használják. Számos mérsékelt égövi botanikus kertben megtalálható.
Virágzás után a gumóból kihajt egy új levél, amely egy kisebb fa magasságát éri el. Ez idővel elfásul, a teteje három részre oszlik, és belőle több kisebb levél nő ki. Az új lomb 6 méter magas és 5 méter széles lehet. Az elfásult levél minden évben elhal, és a következő évben új levél nő a helyébe — közben a gumó körülbelül 4 hónapig pihen.

## Felhasználása
Sok keményítőt tartalmazó gumóját Szumátrán sütve vagy főzve eszik. Számos mérsékelt égövi botanikus kertben megtalálható.

## Képek

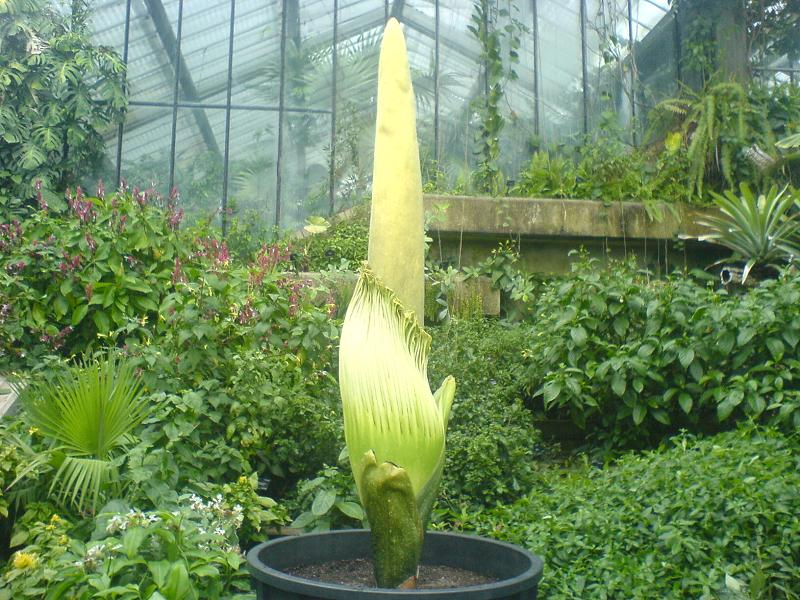
Titánbuzogány a Kew Gardens-ban
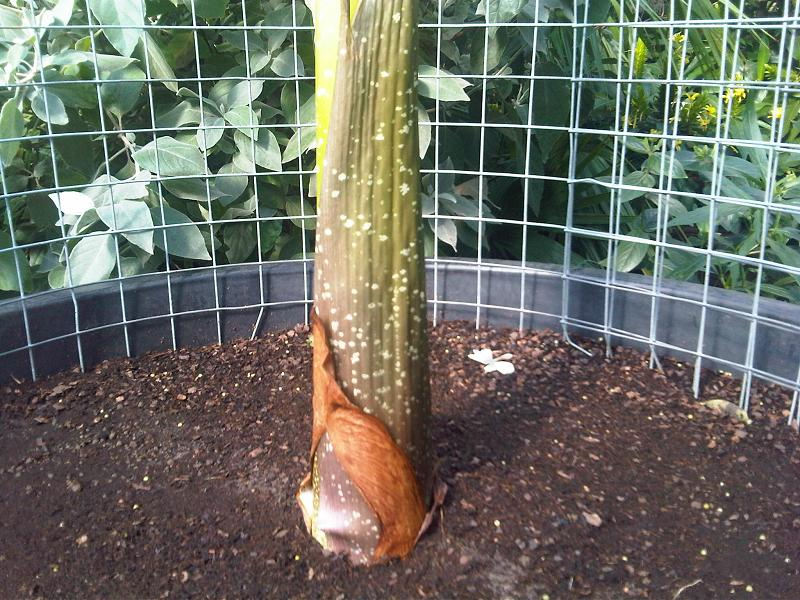
a töve
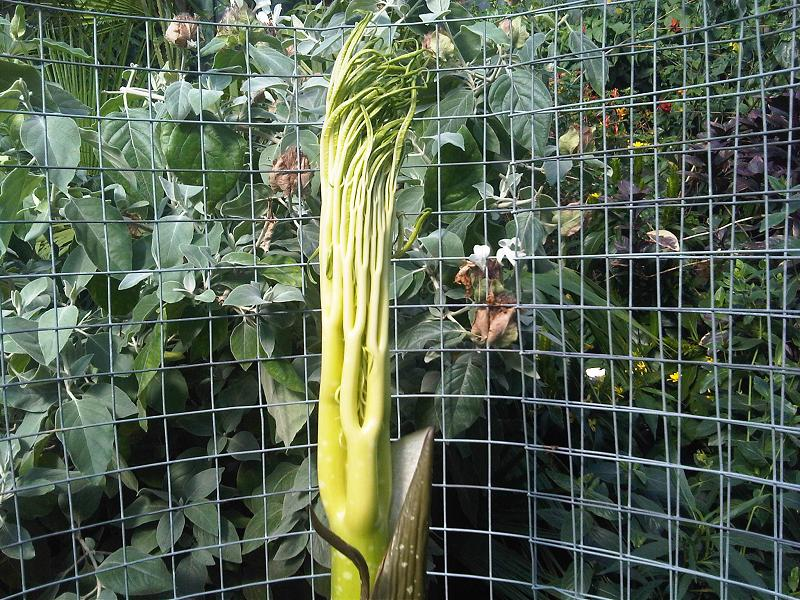
fiatal példány
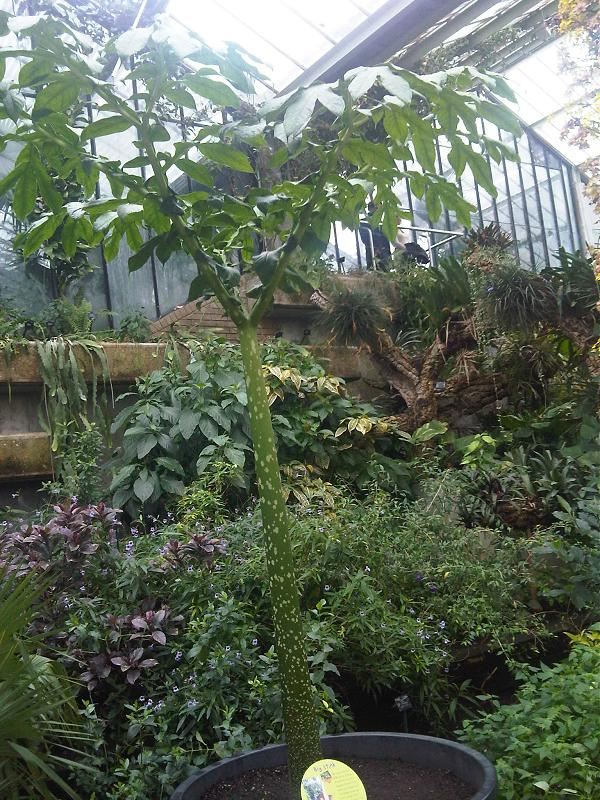
a virágzás utáni állapotában